# Action (minialbum)
Action – pierwszy minialbum południowokoreańskiej grupy NU’EST, wydany 11 lipca 2012 roku przez Pledis Entertainment. Płytę promował główny singel o tym samym tytule. Album sprzedał się w liczbie 31 172 egzemplarzy (stan na wrzesień 2017 roku).

## Lista utworów
| CD | CD                                                                             | CD                     | CD                   | CD               | CD      |
| Nr | Tytuł utworu                                                                   | Tekst                  | Kompozycja           | Aranżacja        | Długość |
| -- | ------------------------------------------------------------------------------ | ---------------------- | -------------------- | ---------------- | ------- |
| 1. | „Not Over You”                                                                 | Brian Kim              | Seo Jae-ha           | Lee Yu-jin       | 3:35    |
| 2. | „Action”                                                                       | Jang Ji-won, Bill Stax | Iggy                 | Seo Young-bae    | 3:14    |
| 3. | „Sandy”                                                                        | Jang Ji-won            | MUSOH, Samuel Waermo | Lee Yu-jin       | 3:58    |
| 4. | „Saeng-il chughahaeyo” (kor. 생일 축하해요, ang. Happy Birthday) (wyk. Baekho) | Jeong Yeon-seung       | Jeong Yeon-seung     | Jeong Yeon-seung | 3:16    |

## Notowania
| Lista                   | Najwyższa pozycja |
| ----------------------- | ----------------- |
| Gaon Weekly Album Chart | 4                 |